# (4653) Томмазо
(4653) Томмазо (лат. Tommaso) — типичный астероид главного пояса, открыт 1 апреля 1976 года советским астрономом Николаем Черных в Крымской астрофизической обсерватории и 25 апреля 1994 года назван в честь итальянского философа и писателя Томмазо Кампанеллы.

## Обнаружение и именование
(4653) Томмазо
Открыт 1 апреля 1976 года в Научном Н. С. Черных.
Назван в честь Томмазо Кампанеллы (1568—1639) — итальянского монаха, который был философом, поэтом и политическим деятелем. Он известен прежде всего как автор произведения «Город Солнца» и как основатель утопического коммунизма. Кампанелла был заключён в тюрьму испанской инквизицией на 27 лет.
Оригинальный текст (англ.)4653 Tommaso
Discovered 1976-04-01 by Chernykh, N. S. at Nauchnyj.
Named for Tommaso Campanella (1568—1639), Italian monk who was a philosopher, poet and political figure. He is known primarily as the author of Civitās Soleil and as a founder of Utopian Communism. Campanella was imprisoned for 27 years by the Spanish Inquisition.
Источники: DISCOVERY.DB; M.P.C. 23352.

## Физические характеристики
Астероид относится к таксономическому классу C.
По результатам наблюдений в видимом и ближнем инфракрасном диапазоне космического телескопа NEOWISE диаметр астероида оценивался равным 7,839±0,356 км. Согласно тем же источникам альбедо оценивается как 0,2622±0,0521 и 0,262±0,052.